# 665 Wschodni Batalion
665 Wschodni Batalion (niem. Ost Bataillon 665, ros. 665 Восточный батальон) – kolaboracyjny oddział wojskowy Wehrmachtu złożony z Rosjan podczas II wojny światowej.
W czerwcu 1942 r. na bazie 31, 32, 33 i 34 ochotniczych kompanii rosyjskich, działających w składzie niemieckiej 18 Armii Grupy Armii „Północ”, został sformowany Russische Sicherungs Abteilung 188. W październiku tego roku przemianowano go na Ost Bataillon 665. W październiku 1943 r. batalion przeniesiono go do okupowanej Francji z podporządkowaniem niemieckiej 338 Dywizji Piechoty gen. Josefa Folttmana. W kwietniu 1944 r. przekształcono go w III batalion 757 Pułku Grenadierów 338 DP. W październiku tego roku wydzielono go z pułku i podporządkowano 19 Armii. W listopadzie został przetransportowany do obozu w Münsingen, gdzie wszedł w skład nowo formowanej 1 Dywizji Sił Zbrojnych Komitetu Wyzwolenia Narodów Rosji.